# Mandevilla inexperata
Mandevilla inexperata är en oleanderväxtart som beskrevs av J.F.Morales. Mandevilla inexperata ingår i släktet Mandevilla och familjen oleanderväxter. Inga underarter finns listade i Catalogue of Life.